# عمال البحر
عمال البحر رواية قام بتأليفها الروائي المجيد فيكتور هوجو. تقع أحداث القصة في جزيرة جيرنزي التي نفي إليها فيكتور هوجو لمدة 15 عاما.

## ملخص الحبكة
تحكي الرواية قصة شاب غرناسيّ يدعى جيليات يعيش وحيدا، وموضع سخرية واحتقار من أفراد المجتمع الذي يعيش فيه، يقع في حب فتاة اسمها داروشات ابنة أخ السيد لاتياري وهو بحار مشهور في غرناسي معروف بمهارته وبراعته في الملاحة. ويحدث أن سفينة للسيد لاتياري قد تحطمت على صخور دوفر في عرض البحر فتعلن داروشات أنها ستقوم بالزواج ممن يذهب لإحضار المحرك البخاري من السفينة المتحطمة. يتحمس جيليات للقيام بهذا العمل ويذهب إلى صخور دوفر محاولا إخراج المحرك البخاري من السفينة المتحطمة. ثم يقوم فيكتور هوجو بوصف المصاعب والمحن التي تعرض لها جيليات بداية بالعواصف الهوج ونهاية بالأخطبوط الذي هاجم جيليات في دوفر.

## شخصيات القصة
- جيليات: بطل القصة، صياد في غرناسي
- السيد لاتياري: بحار ومالك سفن
- داروشات: ابنة أخ السيد لاتياري
- السيد كلوبان: كابتن السفينة المتحطمة
- ابيانزر كودراي: كاهن مبتدئ يصل مؤخرا إلى غرناسي

## الصياغة الأدبية
فيكتور هيجو، صاحب الروائع من الروايات العالمية التي لا تموت، وكاتب «البؤساء» و«أحدب نوتردام» هو كاتب هذه الرواية عن الإنسان في مواجهته للطبيعة في سكونها وضجيجها، في روعتها ورعبها، بما يعيش فيها من كائنات لطيفة أو شياطين مخيفة، بما فيها من عناية إله عظيم، ومن ألسنة من نار وأشداق فاغرة لحيوانات اللعنة والغضب الإلهي.
إن رواية «عمال البحر» هي قصة المعجزة الإلهية في وجه من وجوه الخلود الإلهي الساحر. وهي قصة الحضارة التي وضعتها يد الله وتركت للإنسان أن يختار دوره فيها، وأشاعت فيها الحركة إرادة الله الفائقة.
هكذا تتحرك في هذه القصة الحياة القوية النابضة الصادقة في كل ما تمسه يد الإنسان أو تتصل به روحه أو يحيط به خياله...